# Hosea Kutako nemzetközi repülőtér
A Hosea Kutako nemzetközi repülőtér (IATA: WDH, ICAO: FYWH) Namíbia egyik nemzetközi repülőtere, amely a főváros, Windhoek közelében található. Éves utasforgalma 785 928 fő (2012).

## Futópályák
A repülőtér futópályái:
- 08/26 (4352 m, 45 m, aszfalt)
- 16/34 (1524 m, 30 m, aszfalt)

## Forgalom
Az utasforgalom az elmúlt években az alábbi módon változott:
| Utasok száma | 251 715 | 564 310 | 693 671 | 681 317 | 746 457 | 765 657 | 773 721 | 938 499 | 940 284 | 253 711 |
|              | 2003    | 2005    | 2007    | 2009    | 2011    | 2013    | 2015    | 2017    | 2019    | 2021    |